# 巨象牛
巨象牛，是臺灣南部傳說中的異獸，身形巨大且擁特殊的能力。

## 傳說
- 南臺灣平埔族

古時候，在某地可以看見一頭極其龐大的水牛，黃昏時四處遊走，像是在覓食。據說只要見到這頭巨型水牛的人，就會覺得自己的頭逐漸腫起來，而肚子也會脹得鼓鼓。凡是受到折磨的目擊者，總會想盡辦法逃離該地:139-153:294。
- 臺灣漢人

十七世紀時期，明末天啟年間，普陀山僧侶釋華佑，與其好友蕭克乘舟渡海，抵達臺灣島東北部，並在蛤仔難進入深山，之後在二贊行溪捕獲一隻體型龐大猶如巨象、鼻息能撼山巖、頭生一對巨角的異牛，因能日行三百里，常被大妖飼養為坐騎。兩人遂乘異牛順利穿越了中央山脈，抵達了臺灣西岸之諸羅。

## 當代研究
臺灣曾出土過已滅絕的楊氏水牛與德氏水牛。